# Estandarte de Sant Ot

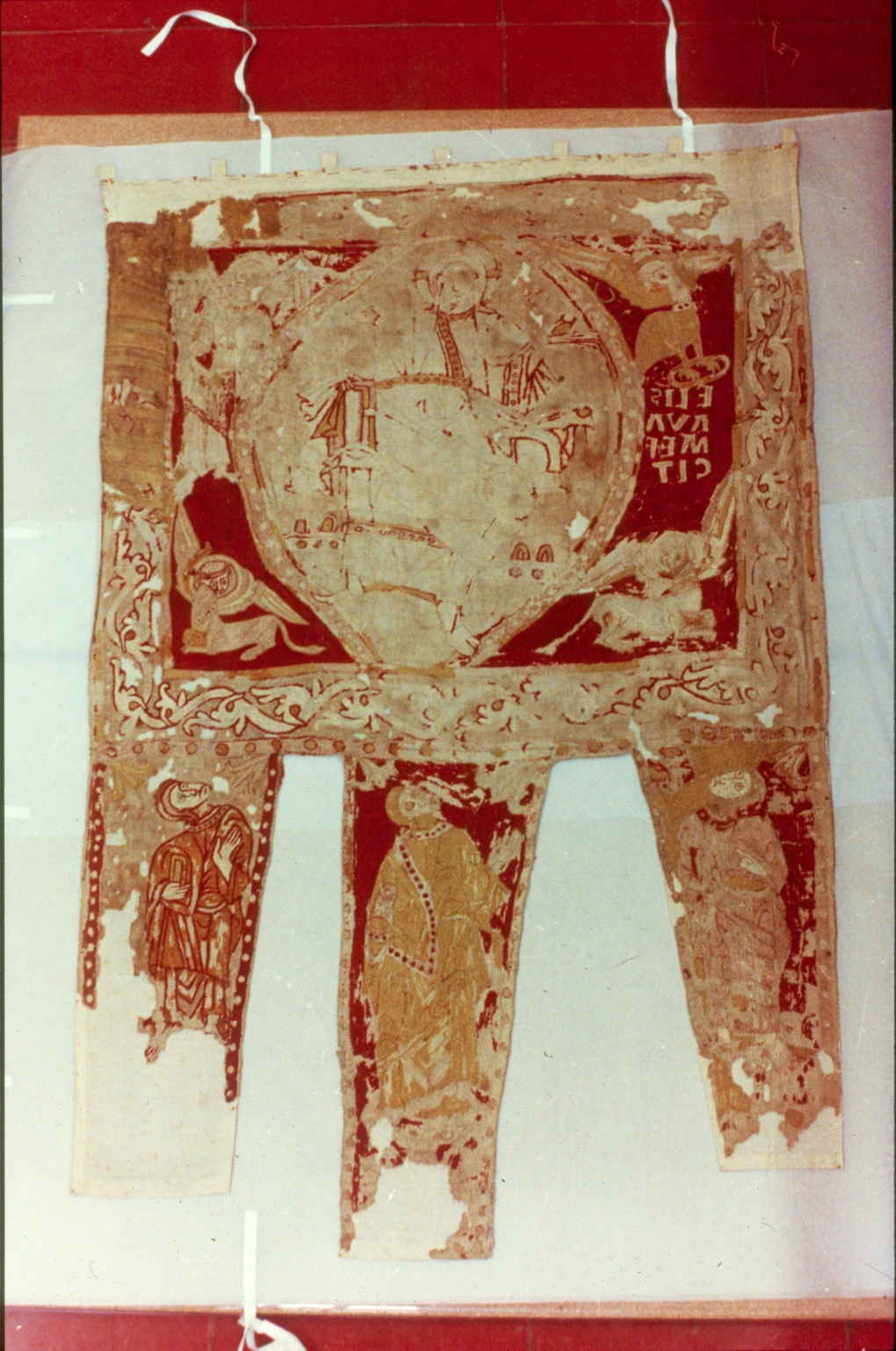
Estandarte de Sant Ot, realizado con el método de pintura a la aguja.

El estandarte o pendón de Sant Ot es una obra perteneciente al arte de los bordados. Junto con el Tapiz románico de la Creación constituye un ejemplar único dentro del sector erudito del bordado europeo anterior al siglo XIII. Se conserva en el Museo Textil y de la Indumentaria de Barcelona, en un estado bastante aceptable.

## Descripción
Es un cuadrado rodeado por una orla o cenefa con un tema vegetal que consiste en un tallo ondulante del que nacen hojas carnosas. De la parte inferior cuelgan tres flámulas o banderolas que están bordadas con tres figuras de santos en pie y en actitud de orar. En el centro del cuadrado y ocupando casi todo el espacio está bordada la figura del Salvador en porte de majestad, rodeado de la tradicional mandorla ovalada. En las cuatro esquinas o enjutas que quedan libres entre la mandorla y el recuadro de la cenefa se ven las figuras del tetramorfos, como es habitual en esta representación románica de Cristo en Majestad.

## Materiales y ejecución
Todo el estandarte está trabajado sobre tela de lino y los bordados están hechos con sedas de colores; los macizados son a punto de cadeneta y los detalles se perfilan con cordoncillo. Es muy interesante la peculiaridad de la firma que aparece con grandes letras a la derecha de la mandorla, pues da el nombre más antiguo de bordadora de los que se conocen en España.
elis
ava
mef
cit